# EasyTAG
EasyTAG ist eine freie Software zum Hinzufügen und Bearbeiten von Metadaten bei Audiodateien unter GNU/Linux, Windows und macOS. Das Programm ist optionaler Bestandteil vieler Linux-Distributionen.
Für die grafische Benutzeroberfläche wird GTK+ verwendet. Für die ID3-Funktionalität wird id3lib eingesetzt; um neben ID3v2.3 auch ID3v2.4 zu unterstützen, wird seit der Entwicklerversion 2.1.1 (vom 4. Juli 2007) auch libid3tag verwendet.
EasyTAG unterstützt:
- ID3-Tags in MP3-, MP2-, FLAC- und AAC-Dateien
- Vorbis comments in FLAC- und Ogg-Vorbis-Dateien
- APE-Tags in Musepack-, Monkey’s-Audio- und WavPack-Dateien.
- CDDB-Unterstützung

Abhängig vom verwendeten Dateiformat können dabei Stücktitel, Künstler, Album, Foto (beispielsweise Albumcover), Erscheinungsjahr, Stücknummer, Musikgenre, Komponist, ursprünglicher Künstler (wie bei Remixes und Neuvertonungen), Urheberrecht, Webseite, verwendetes Kompressionsprogramm und zusätzlicher Kommentar einzeln oder in mehreren selektierten Dateien bearbeitet werden. Darüber hinaus kann EasyTAG diese Felder automatisch über Voreinstellungen und selbsterstellte Eingabemasken ausfüllen und Dateien anhand ihrer Metadaten oder externer Textdateien automatisch umbenennen. Daneben kann es Informationen wie Stücklänge und Bitrate darstellen und externe Metadatenquellen wie die freedb nutzen.
Die Benutzeroberfläche ermöglicht es, Dateien über eine Baumstruktur ähnlich einem Dateimanager zu durchstöbern und Dateien gezielt nach Künstler und Album ausgewählt anzuzeigen und bietet für Änderungen der Metadaten darüber hinaus eine Undo-Funktion. Ferner können auch Wiedergabelisten mit Hilfe von EasyTAG erstellt werden.